# Lisi
La lisi (dal greco λύσις) è la demolizione e dissoluzione di una cellula, causata dalla rottura della membrana cellulare. La rottura può esser indotta da agenti chimici, fisici e biologici.

## Meccanismi di lisi cellulare
I principali agenti chimici che hanno capacità litica sono i detergenti, che interferiscono con i lipidi di membrana alterando la loro associazione e quindi "sciogliendo" la membrana. Gli acidi o le basi forti aggrediscono le strutture molecolari cellulari demolendole.
I metodi fisici possono essere la semplice azione meccanica, la sonicazione o anche il congelamento. In quest'ultimo caso la rottura è dovuta alla formazione di cristalli nel citosol.
La cellula può rompersi anche per eccessiva pressione osmotica. Questo accade quando la cellula è posta in ambiente ipotonico: per osmosi l'acqua tende ad entrare nella cellula determinando prima rigonfiamento e poi, quando la pressione è troppa, la lisi. Il fenomeno prende il nome di citolisi.
Possono determinare lisi anche molti batteri o virus che, al termine del loro ciclo litico, rompono la cellula aggredita o infettata. La lisi cellulare è condizione fondamentale per la mobilitazione dei componenti molecolari contenuti nella cellula, che così sono esposti all'azione di enzimi di varia origine che li rendono assimilabili.